# 木村剛 (フジテレビ)
木村 剛史（きむらつよし、木村剛）は、元フジテレビ。エンドロールでは「木村剛」表記も。日本のバラエティ番組ディレクター・演出家。1998年から一貫してバラエティ制作を担当。元株式会社フジテレビジョン編成制作局制作センター企画担当部長。 

## 人物
兵庫県川西市出身。大阪の附属池田高等学校を卒業後、一橋大学商学部に首席入学・総代として挨拶をした。一橋大学を卒業後、1998年にフジテレビへ入社。編成制作局バラエティ制作センターに所属し、入社4年目で「トリビアの泉」を企画・演出。その後も「ホンマでっか!?ＴＶ」「芸能人が本気で考えたドッキリＧＰ」「千鳥の鬼レンチャン」などの総合演出を担当。27年間バラエティ番組を制作し続け、バラエティ制作センターの企画担当部長に就任。その後、管理職ではなく現場の仕事を続けたい、と2025年1月にフジテレビを退社し、現在は（株）しーん、そして（株）スタッフラビの取締役として活動中。

## 略歴
- 1974年生まれ。兵庫県出身。
- 附属池田小学校、附属池田中学、附属池田高校と進学。中学校時代はハンドボール部、高等・大学時代はバスケットボール部に在籍。
- 一橋大学商学部に首席入学し、総代として入学式で挨拶をする。
- 1998年4月、フジテレビ入社。編成制作局バラエティ制作センター（当時は編成制作局第二制作部）に配属

## 担当番組
- 2000年 - 2年目で深夜番組「チノパン」「エブナイ」のディレクターを担当。
- 2002年 - 「トリビアの泉」という番組を企画・総合演出を担当。「トーキョープラズマボーイズ」「ザ・ジャッジ! 〜得する法律ファイル」ディレクター
- 2007年 - 「環境野郎Dチーム」演出（蜜谷浩弥と共に）
- 2008年 - 「理由ある太郎」演出、「人生もっと満喫アワー トキめけ!ウィークワンダー」総合演出
- 2009年 - 月曜23時枠の深夜レギュラー番組「ホンマでっか!?TV」を立ち上げ総合演出を担当。「キャンパスナイトフジ」演出
- 2010年 - 「ホンマでっか!?TV」と共に「笑っていいとも!」木曜日のディレクターも担当。また「新春かくし芸大会」（渡辺プロダクションと共同制作）の最終回の総合演出も担当。
- 2012年7月21日・22日 - 「FNS27時間テレビ 笑っていいとも!真夏の超団結特大号 徹夜でがんばっちゃってもいいかな?」総合演出を担当
- 2015年 - 「ワイドナショー」ディレクター
- 2016年 - 「フルタチさん」演出
- 2017年 - 「VS嵐」演出
- 2018年 - 「芸能人が本気で考えた!ドッキリGP」のレギュラー化に当たり総合演出を担当。
- 2021年 - 「千鳥の鬼レンチャン」特番の総合演出を担当。その後2022年からレギュラー放送を開始し総合演出→企画統括を担当。
- 2022年7月 - バラエティ制作センター企画担当部長に任命され、上長からの命令で全ての番組を外れ管理職を担当。
- 2023年 - 「深夜のハチミツ!!」企画統括
- 2025年1月 - フジテレビを退社。
- 2025年2月 - （株）スタッフラビ・（株）しーんで演出家として活動中